# Wald-Veilchen
Das Wald-Veilchen (Viola reichenbachiana) ist eine Pflanzenart aus der Gattung der Veilchen (Viola) innerhalb der Familie der Veilchengewächse (Violaceae).

## Beschreibung

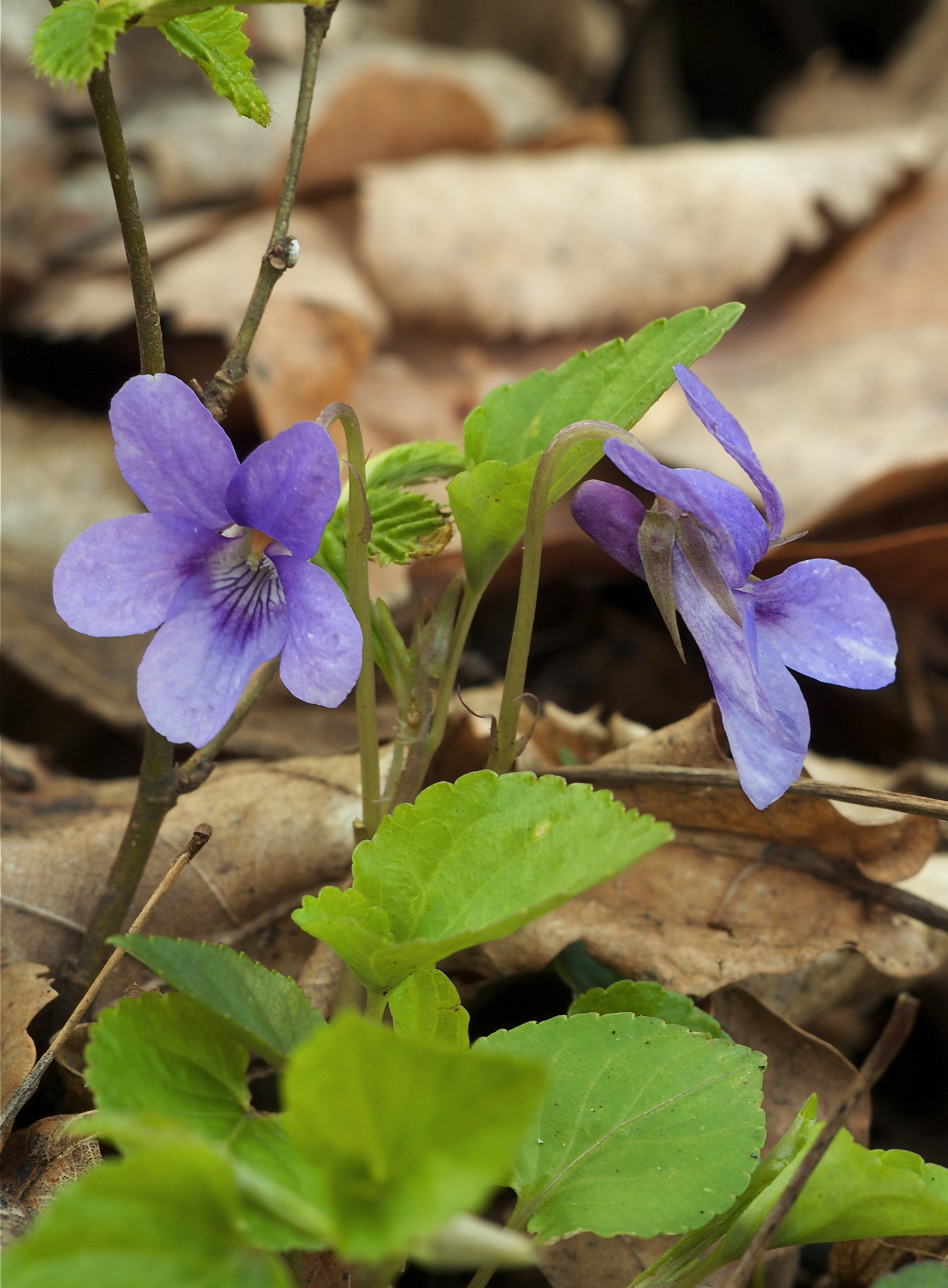
Habitus, Laubblätter und Blüten

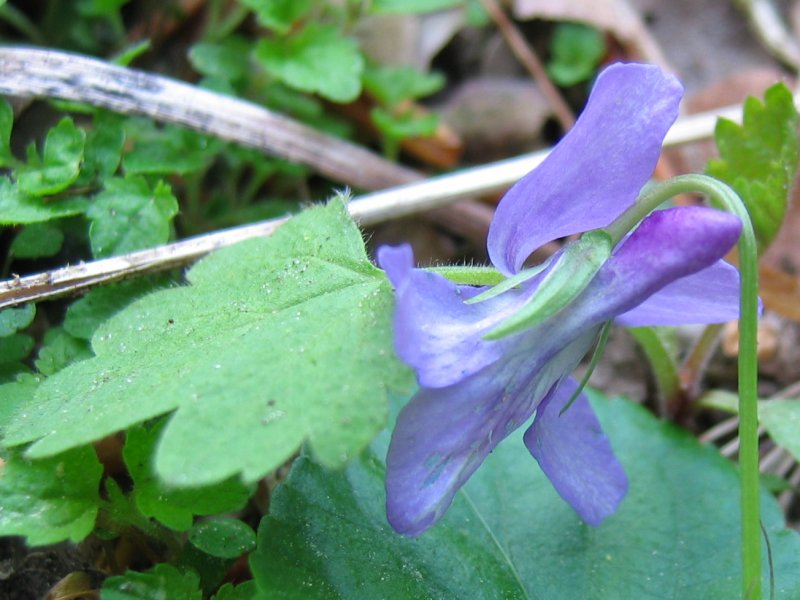
Zygomorphe Blüte mit einem dünnen langen dunkelviolett gefärbten Sporn.

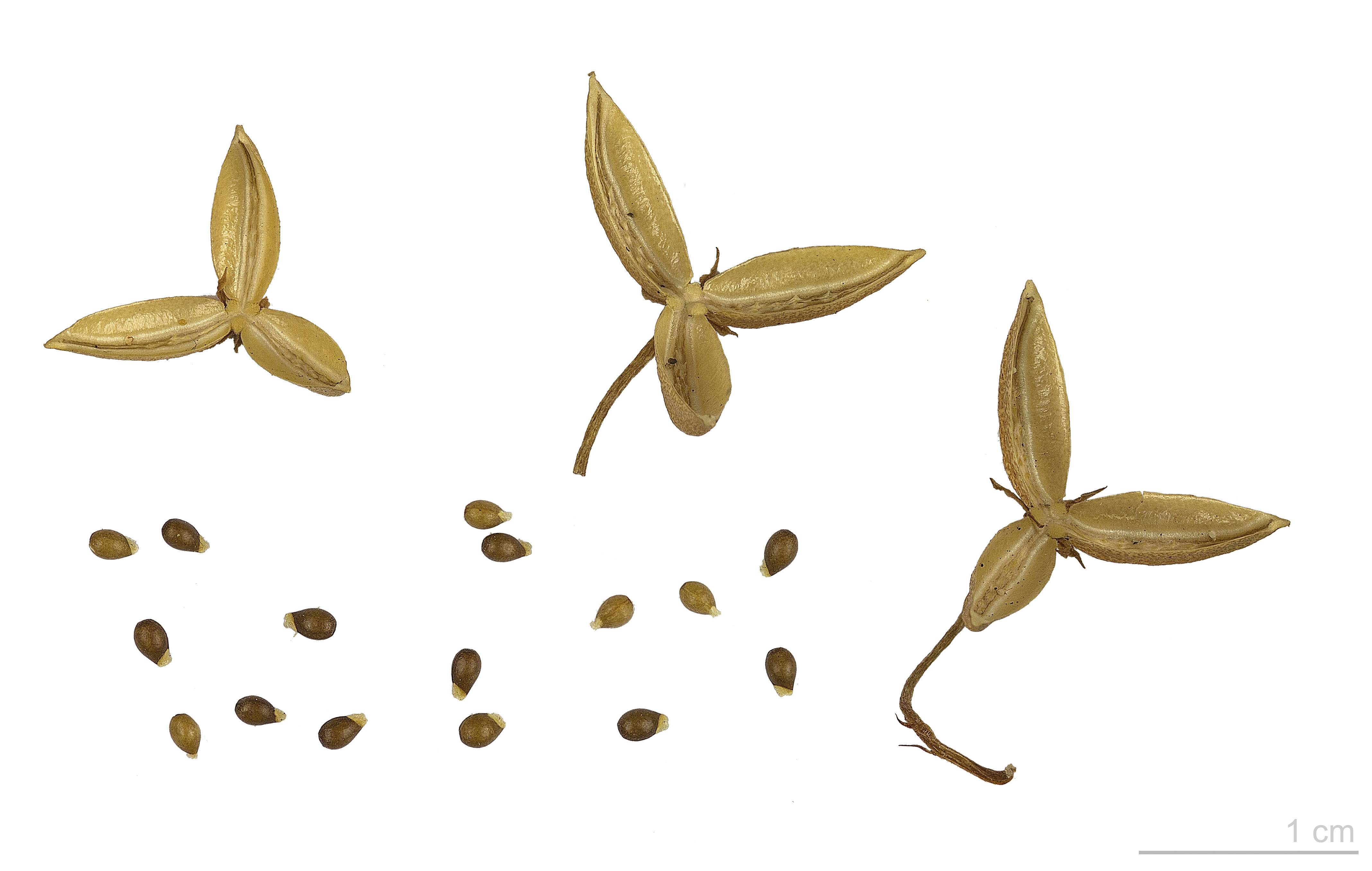
Früchte und Samen

### Vegetative Merkmale
Das Wald-Veilchen wächst als ausdauernde krautige Pflanze und erreicht Wuchshöhen von 10 bis zu 25 Zentimetern. Der deutlich ausgebildete Stängel ist kahl.
Die grundständigen und am Stängel verteilt angeordneten Laubblätter sind kahl. Die Grundblätter sind bei einer Länge von mindestens 2 Zentimetern deutlich herzförmig. Die Stängelblätter sind meist länger als breit und deutlich schmaler als die Grundblätter. Die Blattspreite der Sommerlaubblätter ist spitz zulaufend und am Grund herzförmig. Der Blattrand ist gekerbt. Die Nebenblätter sind linealisch-lanzettlich und gefranst.

### Generative Merkmale
Die Blüten stehen auf relativ langen Blütenstielen einzeln in den Blattachseln. Die zwittrige Blüte ist bei einer Länge von 1,5 bis 2 Zentimetern zygomorph und fünfzählig mit doppelter Blütenhülle. Die fünf unscheinbaren, 5,5 bis 8 Millimeter langen, spitzen Kelchblätter besitzen 0,4 bis 1,2 Millimeter lange Anhängsel, die zur Fruchtzeit nicht ausgerandet sind. Das untere Kronblatt besitzt violette Adern auf weißem Grund; sonst ist die Blütenfarbe hellviolett. Der hellviolette, ungefurchte Blütensporn ist 3 bis 6 Millimeter lang mit gerundetem Ende.
Der Fruchtstiel ist aufrecht. Die Kapselfrucht ist spitz und kahl. Die Samen sind ockerfarben.
Die Chromosomenzahl beträgt 2n = 20.

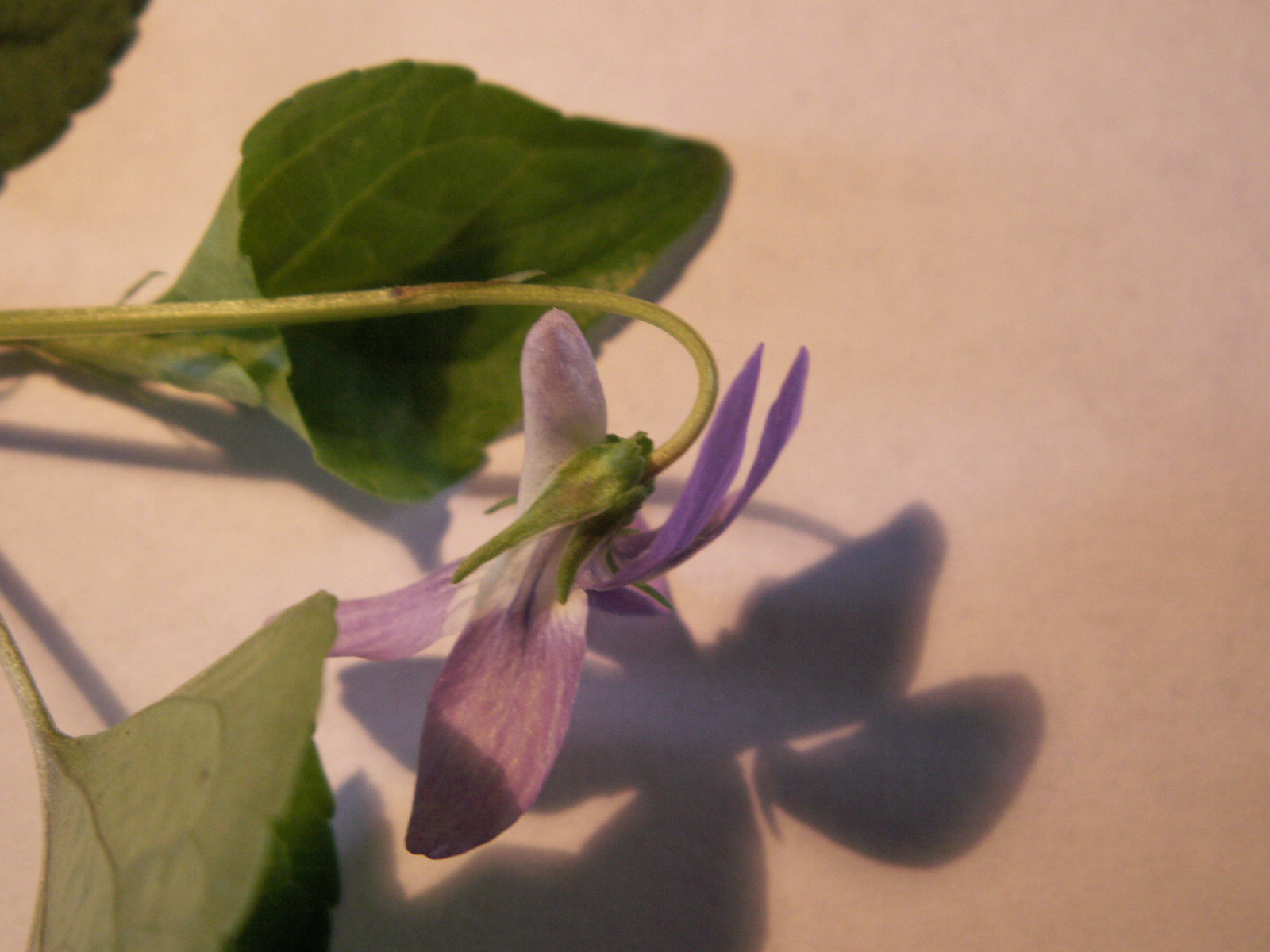
Bayerisches Veilchen (Viola ×bavarica) mit hellvioletten Sporn.

## Verwechslungen mit anderen Taxa
Im Gegensatz zum Hunds-Veilchen besitzen Wald-Veilchen am Stängelgrund Laubblätter. Markanter Unterschied zum Hain-Veilchen ist die Kürze der Kelchanhängsel von nur etwa 1 Millimeter. Zudem sind die oberen Kronblätter schmaler und überlappen sich kaum oder gar nicht. Das Wald-Veilchen kann mit der Hybride Bayerisches Veilchen (Viola ×bavarica) leicht verwechselt werden.

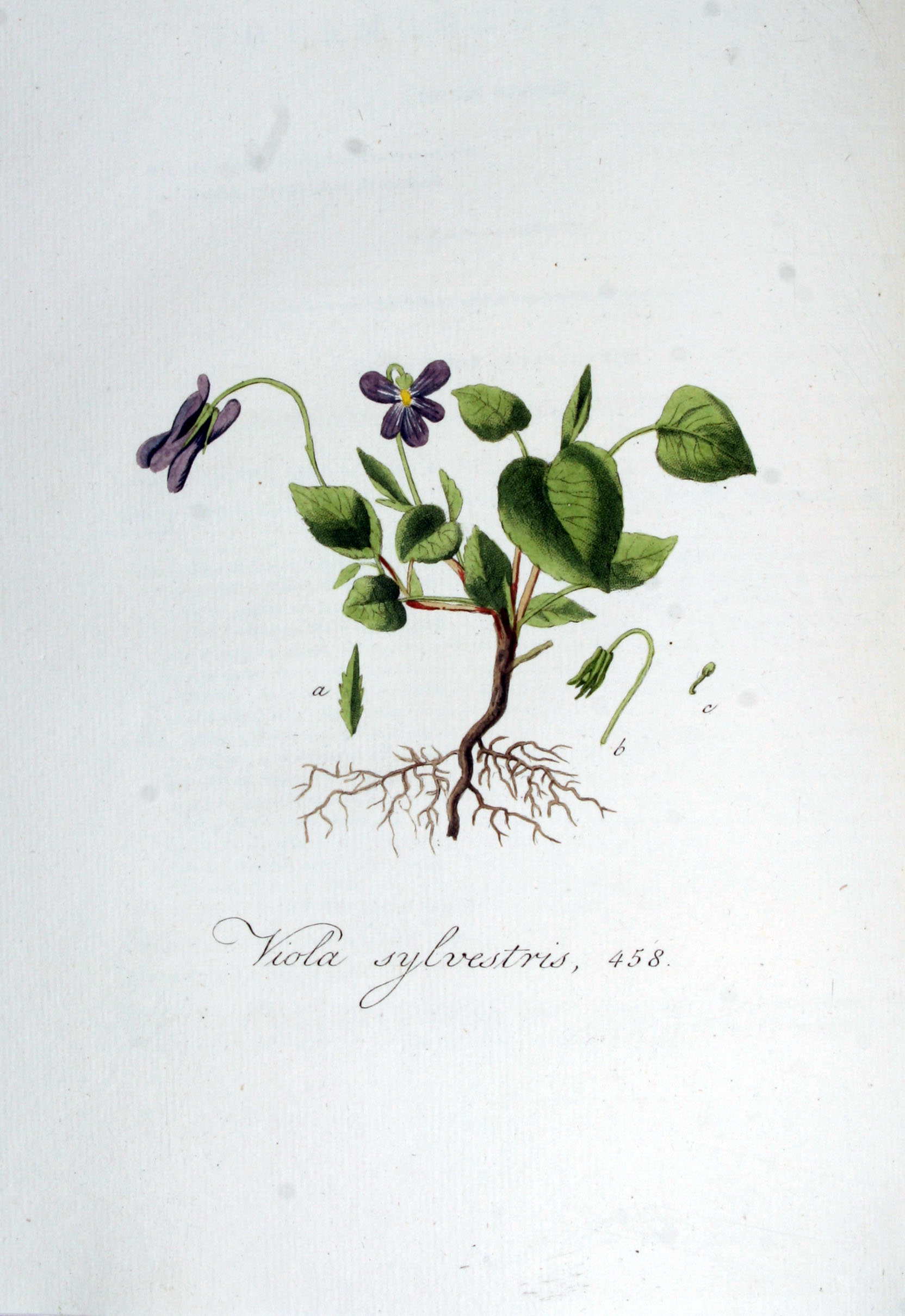
Illustration aus Flora Batava, Band 6

## Ökologie und Phänologie
Das Wald-Veilchen ist eine Rosettenpflanze mit beblätterten, blattachselständigen Blütenständen. Eine vegetative Vermehrung erfolgt durch Rhizome und Wurzelsprosse.
Die Blütezeit erstreckt sich vorwiegend von März bis Mai; gelegentlich kann man blühende Exemplare aber auch noch im Spätsommer finden.
Auch die geöffneten Blüten im Frühjahr bringen Samen hervor. In den geschlossen bleibenden, kleistogamen Blüten findet Selbstbestäubung statt.
Die Kapselfrüchte sind Austrocknungsstreuer mit einer Streuweite bis 4,7 Metern. Die Ausbreitung der Diasporen findet durch Ameisen  (Myrmekochorie) statt. Die Fruchtreife erfolgt von Juni bis August.

## Vorkommen
Fundortangaben für Viola reichenbachiana gibt es für Deutschland, die Schweiz, Österreich, Polen, Ungarn, das Vereinigte Königreich, Irland, Belgien, Luxemburg, die Niederlande, Dänemark, Schweden, Estland, Litauen, Lettland, Belarus, die Ukraine, den europäischen Teil Russlands, Moldawien, die Slowakei, Tschechien, das ehemalige Jugoslawien, Albanien, Bulgarien, Rumänien, Griechenland, Italien, Sardinien, Sizilien, Korsika, Frankreich, das nördliche Spanien, Algerien, Marokko, die Türkei (nur Bolu, Rize), den indischen Bundesstaat Jammu, Kaschmir und Pakistan.
Häufige Standorte des Wald-Veilchens sind mäßig lichte Wälder auf frischen, nährstoffreichen, neutralen bis mäßig sauren, humosen Lehmböden. Sie ist eine Mullbodenpflanze. Pflanzensoziologisch ist das Wald-Veilchen in Mitteleuropa eine Charakterart der Ordnung Fagetalia.
Die ökologischen Zeigerwerte nach Landolt et al. 2010 sind in der Schweiz: Feuchtezahl F = 3 (mäßig feucht), Lichtzahl L = 2 (schattig), Reaktionszahl R = 3 (schwach sauer bis neutral), Temperaturzahl T = 3 (montan), Nährstoffzahl N = 3 (mäßig nährstoffarm bis mäßig nährstoffreich), Kontinentalitätszahl K = 2 (subozeanisch).

## Taxonomie
Die Erstbeschreibung erfolgte 1857 durch den französischen Botaniker Claude Thomas Alexis Jordan in Alexandre Boreau: Flore du Centre de la France, 3. Auflage, Band 2, S. 78. Das Artepitheton reichenbachiana ehrt den deutschen Botaniker Heinrich Gottlieb Ludwig Reichenbach.
Synonyme für Viola reichenbachiana Jord. ex Boreau sind: Viola arenicola Chabert, Viola formosa Vuk., Viola sylvatica (Hartm.) Fr. ex Hartm., Viola sylvestris auct.

### Einzelreferenzen
1. 1 2 3 4 5 6 7 8 9 10  
Viola reichenbachiana Jord. ex Boreau, Wald-Veilchen. auf FloraWeb.de
2. 1 2 3 4 5 6 7 8 9 10  
Viola reichenbachiana Boreau In: Info Flora, dem nationalen Daten- und Informationszentrum der Schweizer Flora. Abgerufen am 5. April 2022.
3. 1 2 3 4  
E. von Raab-Straube, T. Henning (2018+): Violaceae. Datenblatt Viola reichenbachiana In: Euro+Med Plantbase - the information resource for Euro-Mediterranean plant diversity.
4. 1 2  
Erich Oberdorfer: Pflanzensoziologische Exkursionsflora für Deutschland und angrenzende Gebiete. 8. Auflage, Stuttgart, Verlag Eugen Ulmer, 2001, ISBN 3-8001-3131-5. S. 676.
5. 1 2 3  
Gustav Hegi: Illustrierte Flora von Mitteleuropa. Pteridophyta, Spermatophyta. 2. Auflage. Band V. Teil 1: Angiospermae: Dicotyledones 3 (1) (Linaceae – Violaceae). Carl Hanser bzw. Paul Parey, München bzw. Berlin/Hamburg 1966, ISBN 3-489-72021-0, S. 634–635 (unveränderter Nachdruck von 1925 mit Nachtrag).
6. ↑  Michael Richter: Wald-Veilchen (Viola reichenbachiana). 26. April 2021, abgerufen am 20. Mai 2023.
7. ↑  Wald-Veilchen Viola reichenbachiana Beschreibung Steckbrief Systematik. Abgerufen am 20. Mai 2023.
8. ↑  Wald-Veilchen?ez force cookie consent=1. Abgerufen am 20. Mai 2023.
9. 1 2  
Viola reichenbachiana im Germplasm Resources Information Network (GRIN), USDA, ARS, National Genetic Resources Program. National Germplasm Resources Laboratory, Beltsville, Maryland.